# Kús
Kús (más írásmódban Kus) ókori földrajzi név, mellyel több területet is jelöltek.
Az Ószövetségben leggyakrabban az Egyiptomtól délre, a mai Szudán északi területén elhelyezkedő térséget nevezik így, ahol az i. e. 9. század és a 4. század között a Kusita Királyság virágzott. Ugyancsak Kús néven jelenik meg a Júdai Királyságtól délre fekvő terület; más szövegösszefüggésben pedig a kassúk által lakott mezopotámiai térségre is utalhatott.
Az ókori egyiptomi forrásokban Kús azonos Felső-Núbiával, azaz a Nílus 2.  és valószínűleg a 4. kataraktája közötti területtel, amely az újbirodalom idején Egyiptom déli tartománya volt.